# 大盘山 (磐安)
大盘山是一座位于浙江省金华市磐安县的山峰，海拔1245米，为同名山脉大盘山脉主峰，同时也位于大盘山国家级自然保护区内。

## 外部资料
- 环游大盘山[]